# Centro de Estudios Literanos
El Centro de Estudios Literanos (CELLIT) (en catalán Centre d'Estudis Lliterans) es una institución cultural española de estudios locales de La Litera, una comarca situada en la parte oriental de la provincia de Huesca. 
Fue fundada en 2008 como filial del Instituto de Estudios Altoaragoneses para investigar, preservar y difundir el patrimonio natural, lingüístico, histórico y cultural de la comarca de la Litera. Su sede está situada en Tamarite de Litera, capital histórica de la comarca y su actual presidente es Víctor Bayona Vila.
Para llevar a cabo sus fines organiza actividades como conferencias y exposiciones en ocasiones en colaboración con diversas entidades. Edita la revista Littera y la serie de publicaciones monográficas Gypsa y, asimismo, convoca una ayuda anual a la investigación sobre temas de la comarca.